# 토스카

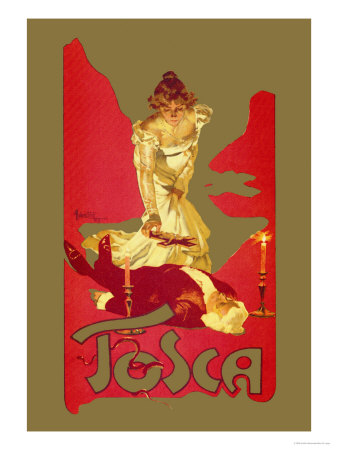
토스카 오리지널 포스터

《토스카》(이탈리아어: Tosca)는 자코모 푸치니가 작곡한 3막의 오페라이다. 빅토리엔 사르도우의 동명의 드라마를 기초로 루이지 일리카와 주세페 자코사가 대본을 완성하였다. 1900년 1월 14일 로마의 코스탄치 극장에서 초연되었다. 가장 드라마적인 오페라 중 하나로, 토스카는 오페라 아메리카(Opera America)에 따르면 북미에서 8번째로 가장 많이 상연되는 오페라이다.

## 등장인물
- 주요 배역

플로리아 토스카 - 가수, (소프라노)
마리오 카바라도시 - 토스카의 연인이며 화가, (테너)
스카르피아 남작 - 경찰 서장, (바리톤)
- 조연 및 기타

체사레 안젤로티 - 정치범, (베이스)
성당지기, (바리톤)
스폴레타 경찰관, (테너)
교도관, 양치기, 경찰, 귀족, 사형 집행인 등

## 줄거리
1800년 경의 이탈리아, 로마

### 1막
성 안드레아 델라 발레 성당

### 2막
파르네제 궁전 안에 있는 스카르피아의 방

### 3막
성 안젤로의 궁정의 옥상

## 유명한 아리아
- "Recondita Armonia" (카바라도시)
- "Non la sospiri la nostra casetta" (토스카)
- "Va, Tosca!" (테 데움) (스카르피아)
- "Ha più forte sapore" (스카르피아)
- Torture Scene (스카르피아, 토스카, 카바라도시, 스폴레타)
- "Vittoria, vittoria" (카바라도시)
- "Vissi d'arte" (토스카)
- "E lucevan le stelle" (카바라도시)

## 음악 듣기
- Vissi d'arte, vissi d'amore(노래에 살고, 사랑에 살고)

## 음반 목록
- Creative Commons MP3 Edition (with B. Gigli

## 참고 문헌
- Vandiver, Susan, Tosca's Rome: The Play and the Opera in Historical Perspective, Nicassio, The University of Chicago Press, 1999. ISBN 0-226-57971-9
- The Opera Goer's Complete Guide by Leo Melitz, 1921 version. Revised with regard to Casa Ricordi's libretto and notes.
- Notes from Casa Ricordi - freely translated and adapted.